# Auguste Marie
Pour les articles homonymes, voir Auguste Marie (homonymie).
Auguste Marie est un homme politique français né le 11 juin 1803 à Caen (Calvados) et mort le 20 mai 1882 à Auch (Gers).

## Biographie
Fils d'un banquier, il succède à son père. En février 1848, il est commissaire du gouvernement à Caen, et député du Calvados de 1848 à 1849, siégeant à gauche.

## Sources
- « Auguste Marie », dans Adolphe Robert et Gaston Cougny, Dictionnaire des parlementaires français, Edgar Bourloton, 1889-1891 [détail de l’édition]